# Marjolein Bolhuis-Eijsvogel
Maria Yolande Caroline Gertrude "Marjolein" Bolhuis-Eijsvogel (née le 16 juin 1961 à Haarlem) est une joueuse de hockey sur gazon néerlandaise, sélectionnée en équipe des Pays-Bas de hockey sur gazon féminin à 127 reprises. 
Elle est sacrée championne olympique en 1984 à Los Angeles et remporte la médaille de bronze aux Jeux olympiques d'été de 1988 à Séoul. Elle est aussi championne du monde en 1983 et 1986, vice-championne du monde en 1981 et championne d'Europe en 1987.